# 닌텐도 올스타! 대난투 스매시브라더스
《닌텐도 올스타! 대난투 스매시브라더스》(일본어: ニンテンドウオールスター! 大乱闘スマッシュブラザーズ, 영어: Super Smash Bros.)는 슈퍼 스매시브라더스의 첫 번째 작품으로, 1999년 1월 21일에 닌텐도에서 발매된 닌텐도 64용 대전 격투 게임이다.

## 게임 시스템 규칙
'스매시(스틱 튕기기)'를 중심으로 한 조작 시스템의 체계와 기본 게임 시스템의 대부분은 이미 이 시점에서 확립되어 있었다. 이후 작품에도 몇몇 시스템이 추가되지만, 이 시점에서 정해진 시스템에 관해서는 이후에도 거의 변경되지 않는다.

## 게임 모드
1인용 게임
1P 게임
사용하는 캐릭터를 사용하여 정해진 CPU 캐릭터를 쓰러뜨리고 이겨 나가는 모드. 중간에는 자이언트 동키콩과 《슈퍼 마리오 64》에 등장한 '메탈마리오' 등 오리지널 적 캐릭터도 등장한다. 마지막 스테이지에는 마스터 핸드와 싸우게 된다. 플레이어의 스톡이 떨어지거나 제한 시간이 다 되면 게임 오버가 되고, 컨티뉴하면 점수가 반으로 줄어든다. 이후 시리즈 작품과는 달리 컨티뉴 횟수에 제한은 없다.
스테이지를 클리어할 때마다 클리어 타임 등의 여러 보너스 요소로 점수가 추가된다.('Cheap Shot' 또는 'Cheap Play'만 감점되는 보너스. 조건에 따라 받을 수 있는 보너스 점수와 스테이지별 보너스도 있다), 최고 점수가 캐릭터별로 저장되게 되어 있어 점수를 비교할 수 있다.
난이도를 5단계 중에서 선택할 수 있으며, 스톡 및 제한 시간 설정이 있다.
트레이닝 모드
스테이지, 적, 아이템 등을 자유롭게 설정할 수 있는 연습 모드. 콤보 수도 표시된다.
보너스 1 연습 (과녁 격파!)
1P 게임 보너스 스테이지 1(코스에 설치된 10개의 과녁을 공격해서 전부 파괴하는 스테이지)을 연습하는 모드이다. 코스는 캐릭터마다 하나씩 준비되어 있고, 각 캐릭터의 특징을 잘 알아야 클리어할 수 있게 설계되어 있다. 시간이 측정되므로 타임 어택이 가능하다.
1P 게임에서는 깨진 과녁의 수에 따라 보너스 점수를 얻는다.
보너스 2 연습 (발판 밟기!)
1P 게임 보너스 2(코스에 설치된 10개의 노란 발판 위에 올라타는 스테이지)를 연습하고 그 시간을 측정하는 모드이다. '과녁 격파!'와 같이 캐릭터마다 코스 설계가 달라서 이동과 복귀에 사용할 수 있는 필살기의 성질을 익히는 연습을 할 수 있게 설계되어 있다.
1P 게임에서는, 올라탄 발판의 수에 따라 보너스 점수를 얻는다.
대전 게임
컴퓨터나 친구와 최대 4인 대전이 가능하며, 시간제와 스톡제의 두 가지 규칙과 개인전, 팀전의 2가지 방식 중 선택해서 전투할 수 있는 모드. 스테이지는 총 9개로, 그중 하나는 대전에서 조건을 만족해야 고를 수 있게 된다. 또 특정 조건을 달성하면 출현하는 아이템도 설정할 수 있게 된다.
기록·자료
상대 전적
그동안 치른 승패나 날아갔던 수 등 세세한 성적을 볼 수 있다.
캐릭터 소개
플레이어가 조작할 수 있는 캐릭터의 프로필이나 등장 작품 등의 소개를 볼 수 있다. 숨겨진 캐릭터를 해금했다면 그 캐릭터의 소개도 볼 수 있다. 마스터 핸드와 수수께끼의 자코 군단 등 "스매시 브라더스" 오리지널 캐릭터 소개는 없다.
사운드 테스트
특정 조건을 만족시키면 선택할 수 있다. 게임 중에 사용되는 BGM과 효과음이나 캐릭터의 음성을 들을 수 있다.

## 등장 캐릭터
플레이어가 조작할 수 있는 캐릭터는 모두 닌텐도가 출시했던 인기 게임 시리즈의 캐릭터를 가져온 것이다. 또한 적 전용 캐릭터로 오리지널 캐릭터도 등장한다.

### 플레이어 캐릭터
플레이어가 조작할 수 있는 건 후술할 열두 캐릭터이다. 캐릭터 표기 순서는 각 캐릭터의 작품이 나온 순서대로 했다. 괄호 안의 게임은 각 캐릭터의 대표작이다. 또한 이 열두 캐릭터는 슈퍼 스매시브라더스 전 시리즈에 플레이어 캐릭터로 나오고 있다.

#### 기본 캐릭터
여기는 처음부터 사용할 수 있는 캐릭터를 기술한다. 동키 콩은 1P 모드의 적으로 등장할 때는 '자이언트 동키콩'이 되며, 일반 캐릭터는 다른 모드에서 등장한다.
마리오(슈퍼 마리오브라더스)
목소리: 찰스 마티네이
《슈퍼 마리오》 시리즈의 주인공. 1P 게임에서는 STAGE 4에서 루이지와 같은 편으로 등장한다.
전체적으로 균형이 잡힌 캐릭터. 큰 단점이 없는 반면 특출난 장점도 없다. 필살기는 '파이어볼', '슈퍼 점프 펀치', '마리오 토네이도'가 있다.
동키콩(동키콩 컨트리)
목소리: 효과음
《동키콩 컨트리》의 주인공.
거구와 힘으로 상대를 압도하는 캐릭터로 호쾌한 기술을 가지고 있다. 큰 상자와 나무통을 재빠르게 옮길 수 있지만, 원거리 공격이 없고, 덩치 때문에 적에게 맞기 쉽다. 주요 필살기는 모아서 쓰는 기술인 본작 최고 위력의 타격기 '자이언트 펀치'다.
링크(젤다의 전설 시간의 오카리나)
목소리: 히야마 노부유키
《젤다의 전설 시간의 오카리나》의 주인공. 1P 게임에서는 STAGE 1에 등장한다.
검으로 싸우는 캐릭터로, 폭탄이나 부메랑 등도 사용할 수 있으며, 원근 불문하고 높은 공격 능력을 갖추고 있지만 기동성이 낮다. 필살기는 '회전베기'와 '폭탄', '부메랑'이다.
사무스(메트로이드)
목소리: 효과음
《메트로이드》 시리즈의 주인공. 1P 게임에서는 STAGE 8에 등장한다.
원작의 거동을 재현한 부드러운 동작이 특징으로, 원거리 전투나 대공 요격이 특기인 캐릭터. 모아서 사용하는 기술 '차지 샷'이 주요 필살기다.
요시(요시 스토리)
목소리: 토타카 카즈미
《마리오》 시리즈의 등장인물로, 《요시 아일랜드》의 주인공. 1P 게임에서는 STAGE 2에서 떼거리로 등장한다.
이동에 사용할 수 있는 필살기가 없는 대신, 공중에서 매우 높게 점프할 수 있다. 이를 비롯해 다른 캐릭터에는 없는 독특하고 복잡한 요소들이 많다. 필살기는 '알 낳기', '알 던지기'와 '엉덩이 찍기'가 있다.
커비(별의 커비)
목소리: 오모토 마키코
《별의 커비》 시리즈의 주인공. 1P 게임에서는 STAGE 7에 카피한 상태의 커비가 대량으로 등장한다.
상대의 필살기를 복사할 수 있는 캐릭터. 대다수 캐릭터가 2단까지만 할 수 있는 점프를 커비는 5단 점프까지 할 수 있어 공중 제어가 뛰어나다. 주요 필살기는 '빨아들이기'다.
폭스(스타폭스 64)
목소리: 사토우치 시노부
《스타폭스》의 주인공. 1P 게임에서는 STAGE 3에 등장한다.
이동 및 공격 속도가 빠르고, 위 방향으로 공격이 특기인 캐릭터. 그러나 공격력이 약하고, 무게가 가볍고, 주도권을 빼앗기기 쉽다. 주요 필살기는 '블래스터'와 '리플렉터'다.
피카츄(포켓몬스터 적·녹)
소리: 오타니 이쿠에
《포켓몬스터 적·녹》에 등장하는 대표적인 포켓몬 캐릭터. 1P 게임에서는 STAGE 5에 등장한다.
재빠르고 작으며, 그 능력을 살린 필살기 '전격'이나 '번개' 등도 사용한다.

#### 숨겨진 캐릭터
특정 조건을 충족할 때 발생하는 '챌린지 매치'에서 승리하면 사용할 수 있다. 1P 게임에서 루이지를 제외한 숨겨진 캐릭터는 적으로 등장하지 않고 아군으로만 등장한다.
루이지(슈퍼 마리오브라더스)
목소리: 찰스 마티네이
《슈퍼 마리오브라더스》의 또 다른 주인공이자 마리오의 쌍둥이 동생. 1P 게임에서 마리오의 상대자로 STAGE 4에 등장한다.
마리오와 비슷한 성능을 지녔지만, 달릴 때 미끄러지기 쉽고 점프가 마리오보다 높아 조작이 부드러운 등 강한 변화가 있다. 필살기 '슈퍼 점프 펀치'는 마리오와 달리 그냥 맞히는 것만으로는 위력이 낮은 거의 무의미한 기술이지만, 발동 시에 밀접한 상대에게는 '파이어 점프 펀치'가 되어 높은 위력을 발휘한다.
캡틴 팔콘(F-ZERO)
목소리: 호리카와 료
《F-ZERO》의 주인공.
걷는 속도는 다소 느리지만, 전 캐릭터 중 가장 빠른 달리기 속도를 가지고 있다. 공격력도 높지만, 필살기의 빈틈이 전체적으로 크다. 필살기는 차지할 수 없는 기술치고는 큰 위력과 빈틈을 가진 '팔콘 펀치', 게임 내 유일한 대공 잡기 기술인 '팔콘 다이브'등이 있다.
네스(마더 2: 기그의 역습)
목소리: 오모토 마키코
《MOTHER2》의 주인공.
원작의 능력인 PSI(초능력)를 구사해 싸운다. 공중 점프는 요시와 비슷한데, 속도가 느리지만 높고 독특한 곡선을 그린다. 좋든 나쁘든 강한 성능을 가진 캐릭터이다. 필살기로는 'PK 파이어', 'PK 선더'와 'PSI 마그넷'을 사용한다. 필살기로 복귀할 시 특수한 조작을 해야 한다.
푸린(포켓몬스터 적·녹)
목소리: 카나이 미카
《포켓몬스터 적·녹》의 등장 캐릭터.
의도적으로 약한 캐릭터로 만들어져, 공격력이 낮고, 사정거리가 짧고, 날아가기 쉽다. 그러나 커비와 비슷한 5단 점프와 커비를 능가하는 공중 제어 능력과 복귀력은 다른 캐릭터에게 없는 푸린만의 장점이며, 필살기 '막치기'의 이동과 '잠자기' 사용 시 밀접한 상대에게 주는 위력도 발군.

### 오리지널 캐릭터
전술한 대로 적으로만 등장하며 플레이어는 조작할 수 없다. 모두 1P 게임에만 등장한다.
자이언트 동키콩
STAGE 6에 등장한다. 동키콩을 더 크게 만든 캐릭터로, 덩치가 크고, 혼자 싸우기 불리하므로, 3명이 협력하여 쓰러뜨린다. 거구이기 때문에 일반 동키콩을 능가하는 공격력과 공격 범위를 가졌고, 무게도 대미지가 많이 쌓이지 않으면 좀처럼 날릴 수 없다. 같은 이유로 피격 판정이 크기 때문에 공격을 맞히는 것 자체는 쉽지만, 공격받아도 경직시키기 어려운(경직 모션 자체가 나오지 않는다) 특성을 가졌다. 또한, 플레이어가 동키콩을 사용하더라도 자이언트 동키콩은 색이 변하지 않는다.
메탈마리오
STAGE 9에 등장한다. 엄밀히 말하면 오리지널 캐릭터가 아니라 《슈퍼 마리오 64》에 등장한 전신이 금속화 된 마리오다. 동작은 마리오와 같지만, 전신이 금속으로 되어 있어서 매우 무겁고 날리기가 어렵다. 자이언트 동키콩보다도 경직시키기 어렵지만, 낙하 속도가 매우 빠르기 때문에 일단 스테이지 밖으로 밀어내면 그냥 이길 수 있다는 약점이 있다. 또한 커비가 빨아들여도 카피할 수 없다. 또한 걸을 때 특수한 소리가 울린다.
의문의 피라미 군단
STAGE 10에 등장한다. 이 게임에 등장하는 12종류 캐릭터의 뼈대만을 추출한 보라색 캐릭터. 공격 동작은 원본과 같지만, 필살기를 사용할 수 없다는 차이가 있다. 총 30명이 등장하는데, 날아가기 매우 쉬우므로 스매시 공격 등으로 일격에 쓰러뜨릴 수 있다.
STAGE 10전에 있는 보너스 스테이지 3 '보스가 있는 곳에 도달해라!'에서도 코스에 3구가 나오는데, 여기서는 강하게 설정된 데다가 스테이지 특성상 절대로 쓰러뜨릴 수 없기에 도망갈 수밖에 없다.
마스터 핸드
마지막 스테이지에서 등장한다. 수수께끼의 흰 오른손 장갑의 모습이다. 이후 《별의 커비 거울의 대미궁》에도 등장. 때리거나 손가락에서 미사일을 발사하는 등의 공격을 해온다. 이 캐릭터만 체력제로 되어 있으며, 체력을 0으로 만들면 승리하게 된다. 덧붙여서 이 캐릭터 만 1P 게임에서 이름이 불리지 않는다. 오프닝에도 등장하는데, 인형들에게 생명을 불어넣는 역할이다.

## 게임 스테이지
() 안은 나왔던 작품.

### 기본 스테이지
피치 성 상공(슈퍼 마리오 64)
스테이지 상공에 좌우로 움직이는 범퍼가 설치되어 있다. 또한, 스테이지 하단의 바닥이 좌우로 이동한다.
《for 3DS》와 《for Wii U》, 《얼티밋》에서 재등장했다.
콩고 정글(동키콩 컨트리)
이 스테이지의 바닥은 아래에서 위로 통과할 수 있다. 스테이지 하단에는 나무통 대포가 좌우로 이동하고 있는데, 안에 들어가면 복귀할 수도 있지만 잘못하면 장외로 나갈 수도 있다.
차기작 《DX》와 《for Wii U》, 《얼티밋》에서 재등장했다.
하이랄 성(젤다의 전설)
성의 옥상. 종종 토네이도가 발생하는 스테이지. 토네이도에 휘말리면 위로 날아가 대미지를 받는다. 축적 %가 높으면 그대로 장외로 날아간다.
《for 3DS》와 《for Wii U》, 《얼티밋》에서 재등장했다.
행성 제베스(메트로이드)
노란 산의 바다가 차올랐다 빠지기를 반복하는 스테이지. 산에 닿으면 대미지를 받아 위로 날려지지만, 아래에 떨어지는 것을 막아주는 일도 있다.
요시 아일랜드(요시 스토리)
스테이지 좌우에 일정 시간 타고 있으면 사라져 버리는 구름 발판이 있다.
《DX》, 《얼티밋》에서 재등장한다.
푸푸푸랜드(별의 커비)
기본 발판 외에도 공중에 떠 있는 세 개의 발판이 있다. 위스피 우즈가 숨을 내쉬고 밀어낼 수 있는 이외는 지극히 기본적인 구성의 스테이지.
《DX》, 《for 3DS》와 《for Wii U》, 《얼티밋》에서 재등장했다.
섹터 Z(스타폭스 64)
우주 공간 스테이지. 섹터 Z 주변을 둘러싼 그레이트 폭스 위에서 싸우는 스테이지다. 가끔 아윙이 날아와 옆에서 레이저를 쏜다. 아윙 위에 탈 수도 있지만, 계속 있으면 장외로 보내진다.
노랑시티(포켓몬스터 적·녹)
노랑시티에 있는 실프주식회사 빌딩 옥상 스테이지. 스테이지 왼쪽에는 상하로 움직이는 바닥이 있고, 중앙 부근에는 랜덤하게 포켓몬이 나오는 구멍이 있는 것이 특징으로, 구멍에서 나온 포켓몬은 종류에 따라 특정 행동을 한다. 럭키가 나왔을 경우 공격해서 날려버릴 수 있다.
《얼티밋》에서 재등장했다.

### 숨겨진 스테이지
고대 왕국 (슈퍼 마리오브라더스)
VS 모드에서만 등장. 게임 《슈퍼 마리오브라더스》의 1단계가 모티브다. 배경에는 《슈퍼 마리오브라더스》에서 골 지점에 있는 깃발과 성이 존재한다. 무대 좌우에 설치된 토관을 통과하면 다른 토관에서 나온다. 이동에 이용할 수 있지만, 가끔 스테이지 중앙에 있는 절벽 쪽 토관 구멍으로 나올 때가 있고, 그 경우는 나오자마자 낙하하기 때문에 방심할 수 없다. 바닥은 좌우로 무한히 이어져 있는 것이 특징이지만 너무 옆으로 가면 장외 판정이다.
《얼티밋》에서 재등장했다.

### 1P 모드 스테이지
대전 모드에서는 사용할 수 없다. 모두 본작 오리지널 스테이지다.
메타 크리스털
중앙에 발판 하나만 있는 좁고 단순한 스테이지.
듀얼 존
구성은 '푸푸푸랜드' 스테이지와 비슷하지만 어떠한 장치가 없는 단순한 스테이지. 이후 시리즈에서 나오는 스테이지 '전장'에 대응하지만 다른 스테이지나 속편 스테이지보다 중력의 영향이 약간 적다는 차이가 있다.
종점
장애물과 공중 발판이 없는 평탄한 스테이지. 《DX》 이후는 대전에서도 사용할 수 있다.

## 아이템
() 안은 나왔던 작품.

### 캐리어
상자 등의 용기. 부수면 아이템이 나온다. 가끔 아이템이 나오지 않고 폭발할 때가 있다.
상자
1~3개의 아이템이 들어있다. 드물게 모두 같은 아이템이 나올 수도 있다. 대형 캐리어라서 동키콩 이외의 캐릭터는 들고 있는 동안은 방향 전환만 할 수 있다.
원통
한 가지 아이템이 들어있다. 던지면 지형을 따라 굴러간다. 벽에 부딪히면 부서진다. 다른 캐리어에 비해 폭발할 확률이 높다. 상자처럼 동키콩 이외의 캐릭터는 들고 있는 동안은 방향 전환만 할 수 있다.
캡슐
소형 캐리어. 다른 아이템처럼 한 손으로 잡을 수 있어서 기본 동작에 영향을 주지 않는다. 아주 가끔 공격 등의 요인으로 깨져 폭발하는 것도 있다.
알(포켓몬스터)
캡슐과 같은 특징을 가지고 있다. 몬스터볼에서 출현하는 럭키는 3개, 노랑시티에 등장하는 럭키는 1개의 알을 낳는다. 이쪽에도 폭발하는 것(알 폭탄)이 있다.

### 일반 아이템
맥시멈 토마토(별의 커비)
회복 아이템. 대미지를 100% 회복시킨다.
생명의 그릇(젤다의 전설)
회복 아이템. 대미지를 완전히 회복시킨다. 정확히는 999% 회복. 회복하는 동안 대미지를 받아도 상관없이 완전히 회복시킨다.
슈퍼스타(슈퍼 마리오브라더스)
특수 아이템. 일정 시간 무적이 되어 어떤 피해를 받아도 전혀 피해를 받지 않고 날아가지도 않는다. 만지기만 하면 효과를 얻는다.
빔 스워드
타격 아이템. 위력, 리치 모두 우수해 사용이 편리하다. 던져도 나름대로 위력을 발휘한다.
홈런 배트
타격 아이템. 이것으로 옆 스매시 공격을 하면 상대를 축적 %나 무게와 관계없이 일격에 장외로 날려 보낸다. 맞췄다면 '깡'하는 소리를 들을 수 있다. 다만 속도가 느리고 틈도 생기기 때문에 위험이 크다.
부채
타격 아이템. 대미지는 적지만 공격 속도가 빠르며 상대에게 던지면 위로 날려 버린다. 또한 상대의 실드를 크게 깎을 수 있고, 옆 스매시는 일격에 실드를 깰 수 있다.
스타로드(커비)
타격 아이템. 옆 강한 공격이나 옆 스매시 공격을 하면 최대 20번 별을 날릴 수 있다. 던져서 맞추면 바로 옆으로 날리는 특성이 있다.
레이건
사격 아이템. 레이저를 쏠 수 있다. 레이저에 맞으면 약간 뜨기 때문에 타이밍을 맞춰 레이저를 쏘면 연속 히트시킬 수 있다. 16발까지 쏠 수 있다.
파이어플라워(슈퍼 마리오브라더스)
사격 아이템. 불을 내뿜어 공격한다. 120%의 대미지 값까지 불을 내면 불이 나지 않게 된다. 상대를 벽에 몰아넣고 사용하면 불이 꺼질 때까지 상대가 빠져나올 수 없다.
해머(동키콩)
특수 타격 아이템. 잡은 순간부터 망치를 계속 휘두른다. 망치에 닿으면 대미지를 30% 정도 받고 크게 날아간다. 망치를 휘두르는 동안에는 다른 공격을 할 수 없으며, 공중 점프를 할 수 없는 등 행동이 제한된다. 일정 시간이 지나면 끝난다. 또한, 누군가 망치를 휘두르는 동안에는 《동키콩》에서 망치를 잡았을 때 나는 전용 배경음악으로 바뀐다. 망치를 든 상대에게 근접 공격을 맞히는 것은 거의 불가능에 가깝지만 상쇄되지 않는 한 원거리 공격은 유효하다(따라서 무적 상태가 아니다).
센서 폭탄(골든아이 007)
투척 아이템. 던져서 벽이나 바닥에 설치할 수 있으며, 캐릭터가 닿거나 공격이 가해지면 폭발한다.
폭탄병(슈퍼 마리오브라더스 3)
투척 아이템. 공격을 가하거나 던지면 폭발한다. 가만히 두면 이동하는데, 일정 시간이 지나면 폭발한다. 들고 있는 동안은 폭발하지 않는다. 폭발에 닿은 상대는 매우 멀리 날아가고, 폭탄병을 던진 캐릭터도 말려들 수 있다.
범퍼
투척 아이템. 던지면 바닥에 깔린다. 맞은 상대는 옆으로 튕긴다.
바나나 껍질(슈퍼 마리오 카트)
특수 투척 아이템. 던진 껍질에 맞았거나 바닥에 깔린 껍질을 밟은 상대는 미끄러진다. 완전히 멈출 때까지 공격은 유효하다.
빨간등껍질(슈퍼 마리오 카트)
특수 투척 아이템. 타격을 가하거나 던진 뒤에는 이동하면서 근처의 캐릭터를 추적한다. 바나나 껍질보다 위력이 약하다.
몬스터볼(포켓몬스터)
투척 아이템. 땅에 떨어지면 포켓몬이 랜덤으로 출현한다. 포켓몬은 총 13종이 있다. 몬스터볼을 던진 사람은 그 포켓몬의 공격이 맞지 않는다. 또한 몬스터볼 자체를 명중시키는 것으로 상대에게 대미지를 줄 수도 있다. 콘치과 럭키를 제외하면, 모든 포켓몬은 캐릭터와 닿으면 피해를 주고 날린다.

## 기타

### 스마브라켄!!
본작의 연출가 사쿠라이 마사히로 자신이 프로그램과 사양, 시스템 등 게임의 이면 등을 섞어 게임 내용의 세부 사항을 소개하는 사이트 '스마브라켄!!'이 만들어져, 이후의 시리즈에서도 전통으로서 동명의 홈페이지가 만들어지게 되었다. 이후, 이를 정리해 일부 편집을 더한 것이 서적화되어 출판사 쇼가쿠칸에서 발매되고 있다.
해당 홈페이지에서 진행된 '앙케트 수집켄!!'의 기획 "스매시브라더스 2가 있다면 나와줬으면 하는 캐릭터"에 대한 논평으로 사실 쿠파, 디디디 대왕, 뮤츠 등은 개발 단계에서는 등장 예정이었지만 여러 가지 사정으로 취소되었다고 한다. 이후, 쿠파와 뮤츠는 속편 《대난투 스매시브라더스 DX》에서, 디디디 대왕은 세 번째 작품인 《대난투 스매시브라더스 X》에서 등장하게 되었다. X에서는 뮤츠가 등장하지 않았기 때문에 오랫동안 세 캐릭터의 공동 출연은 없었지만, 《슈퍼 스매시브라더스 for 닌텐도 3DS/Wii U》발매 후 뮤츠가 다운로드 콘텐츠로 등장함에 따라 16년 이상 걸려 마침내 실현되었다.

### 구현되지 못한 시스템
《대난투 스매시브라더스 X》에 나왔던 '비장의 무기'는 이때부터 구상이 있었지만, 여러 가지 사정으로 무산되었다. 실제로 게임 내에 '비장의 무기' 사용 시 음성도 제대로 수록되어 있고, 네스와 캡틴 팔콘 등 일부 X 등장 캐릭터의 음성 중에는 이 게임을 제작할 때 녹음한 것이다.
아이템에 대해서는, 이후 시리즈에서 등장하는 '슈퍼버섯'(슈퍼 마리오브라더스)의 아이디어가 이미 존재했다는 사실이 나중에 인터뷰 기사 등으로 알려졌지만, 닌텐도 64에서 격렬하게 거대한 캐릭터를 움직이려면 하드의 정보처리 능력 면에서 문제가 있었기 때문에 취소되었다(자이언트 동키콩은 '거대한 캐릭터가 한 마리만, 정해진 상황으로 등장'이라는 한정된 조건으로 하여 처리 누락 등이 일어나지 않게 되어 있다).

### 일본판과 북미·유럽판의 차이점
먼저 출시된 일판과 나중에 출시된 북미·유럽판은 언어 외에도 일부 사양이 변경되었다.
북미·유럽판에는 1P 게임을 클리어하면 엔딩 후 마지막에 캐릭터마다 고유의 한 장의 그림이 표시된다. 이것은 일본판에도 탑재할 예정이었지만, 개발 기간 때문에 삭제되었다. 이 요소는 속편 《대난투 스매시 브라더스 DX》 이후 일본 판에도 탑재되고 있다.
캐릭터의 균형에 대해서도 섬세한 조정이 이뤄졌으며 일부 기술의 벡터(상대를 날리는 방향), 위력, 날리는 정도 등의 차이가 있다. 또한, 나라별 규제 등에 따라 효과음 등 연출의 일부가 변경되었다(예를 들어, 현실적인 타격음 대신 코믹한 타격음을 사용했다).

### 비고
- HAL 연구소에서 현재 회사의 로고로 사용되고 있는 '알을 품는 개'의 그림은 본작의 오프닝에서 처음 등장했다.

- 각 캐릭터의 필살기의 이름은 '스마브라켄!!'에서의 설명, 게임 중의 캐릭터 설명이나 닌텐도 홈페이지 공식 사이트의 명칭, '스마브라켄!!' 이전의 잡지나 공략책에서의 명칭이 일부 다르다(그 예로, 피카츄의 필살기 '번개'는 게임 중 설명이 '고속이동'으로 되어 있다). 이후의 시리즈는 '스마브라켄!!'에서 사용된 명칭이 사용되고 있다.

- 본작의 Wii 버추얼 콘솔 버전은 N64판 발매로부터 거의 정확히 10년 후 출시되었다. 이것은 게임 잡지 《주간 패미통》에서 사쿠라이 마사히로가 연재하고 있는 칼럼에 따르면, 이 날짜에 출시된 이유는 제1편 발매 10주년을 기념하려고 일부러 그렇게 했다고 한다.

## 평가
| 통합 점수         | 통합 점수 |
| 통합사            | 점수      |
| ----------------- | --------- |
| 게임랭킹스        | 79%       |
| 메타크리틱        | 79/100    |
| 평론 점수         |           |
| 평론사            | 점수      |
| 올게임            | [ 7 ]     |
| 패미츠            | 31/40     |
| 게임스팟          | 7.5/10    |
| IGN               | 8.5/10    |
| 넥스트 제네레이션 | [ 12 ]    |
| 닌텐도 파워       | 7.7/10    |

| 수상   | 수상               |
| 평론사 | 수상               |
| ------ | ------------------ |
| IGN    | Best Fighting Game |

### 내용주
1. 1 2 3  《for 3DS》、《for Wii U》에서는 유료 DLC 스테이지.

### 참조주
1. ↑  스마브라켄!! - 앙케트 집계 켄!!
2. ↑  사장이 묻는 く《대난투 스매시브라더스 X》 Vol.5 다양한 신 요소 음성에 관해서는《닌텐도 드림》 2008년 9월호에서.
3. ↑  스마브라켄!! ChrFrameLayot.html
4. ↑  이 사실적인 소리는 속편 《대난투 스매시브라더스 DX》 이후 북미·유럽판에도 탑재되고 있다.
5. 1 2  “Super Smash Bros. for Nintendo 64”. 《GameRankings》. CBS Interactive. 2018년 11월 1일에 확인함.
6. ↑  “Super Smash Bros. for Nintendo 64 Reviews”. 《Metacritic》. CBS Interactive. 2013년 7월 14일에 확인함.
7. ↑  Penniment, Brad. “Super Smash Bros. > Review”. Allgame. 2014년 12월 1일에 원본 문서에서 보존된 문서. 2008년 5월 9일에 확인함.
8. ↑  ニンテンドウ64 - ニンテンドウオールスター!大乱闘スマッシュブラザーズ. Weekly Famitsu. No.915 Pt.2. Pg.32. June 30, 2006.
9. ↑  “Famitsu Scores Smash Bros.”. IGN. 2001년 11월 14일. 2012년 3월 20일에 원본 문서에서 보존된 문서. 2008년 4월 26일에 확인함.
10. ↑  Gerstmann, Jeff (1999년 2월 18일). “Super Smash Bros. Review”. GameSpot. 2008년 4월 26일에 확인함.
11. ↑  Schneider, Peer (1999년 4월 27일). “Super Smash Bros. Review”. IGN. 2008년 5월 12일에 원본 문서에서 보존된 문서. 2008년 4월 26일에 확인함.
12. ↑  “Finals”. 《Next Generation》. 54호 (Imagine Media). June 1999. 94쪽.

## 같이 보기
- 대전 액션 게임 목록